# Квантовий розмірний ефект
Квантовий розмірний ефект  (КРЕ) - зміна термодинамічних і кінетичних властивостей при зміні розмірів провідника у випадку, коли хоча б один з його геометричних розмірів стає порівнянним з довжиною хвилі де Бройля електронів {\displaystyle \lambda _{D}}. КРЕ обумовлений квантуванням енергії руху електронів в напрямку, у якому розмір кристалу зрівнюється з {\displaystyle \lambda _{D}} (розмірне квантування).

## Історія відкриття
Фізична основа існування квантового розмірного ефекту - квантування енергії обмеженого руху частинки в потенційній ямі. Найпростішою моделлю, що точно розв'язується, є модель прямокутної потенційної ями з нескінченними стінками. Дискретні рівні енергії частинки
{\displaystyle E_{n}={\frac {\pi ^{2}\hbar ^{2}n^{2}}{2mL^{2}}}}
знаходяться з рішення рівняння Шредінгера і залежать від ширини ями L (m - маса частки, n = 1,2,3...). Рух електронів провідності в кристалі обмежений поверхнею зразка внаслідок великої величини роботи виходу.  У теоретичних роботах  І. М. Ліфшиц і А. М. Косевич вперше помітили, що зміна геометричних розмірів провідника приводить до зміни числа заповнених дискретних рівнів нижче енергії Фермі {\displaystyle \varepsilon _{F}}. Це має проявитися в залежності, що осцилює, термодинамічних величин і кінетичних коефіцієнтів від розмірів зразка або {\displaystyle \varepsilon _{F}} (від хімічного потенціалу). Умовами спостереження КРЕ є низькі температури експерименту (щоб уникнути температурного розширення квантових рівнів), чисті зразки з малим розсіюванням на дефектах і порівнянність розмірів кристала з дебройлевською довжиною хвилі носіїв заряду {\displaystyle \lambda _{D}}. У типовому металі {\displaystyle \lambda _{D}} порядку міжатомної відстані (≤10Å) і при макроскопічних розмірах кристала електронні стани зливаються в безперервний спектр. Тому, вперше КРЕ було спостережено (В. Н. Луцький, В. Б. Сандомирський, Ю. Ф. Огрін) у напівпровідниках  і напівметалі вісмуті , в яких {\displaystyle \lambda _{D}} ~ 100Å. Теоретичне передбачення й експериментальне спостереження КРЕ були внесені в Державний реєстр відкриттів СРСР. Згодом КРЕ було спостережено в металевих плівках , і були виявлені квантово-розмірні осциляції критичної температури надпровідності плівок олова .

## Квантовий розмірний ефект у тонких плівках
Квантовий розмірний ефект у тонких плівках обумовлений тим, що поперечний поверхні рух електронів квантований: проєкція квазіімпульсу на напрямок малого розміру L (вздовж вісі z) може приймати лише дискретний набір значень: {\displaystyle |p_{z}|=(\pi h/L)n}, {\displaystyle n=1,2,3...}. Це просте співвідношення справедливо для квазічастинок з квадратичним законом дисперсії в прямокутній ямі з нескінченно високими потенційними стінками, але воно достатньо для розуміння фізичної природи ефекту. Розмірне квантування квазіімпульсу призводить до перетворення спектра і виникнення «двовимірних» підзон: енергія електронів визначається безперервними компонентами квазіімпульсу, паралельними поверхні плівки, і квантовим числом {\displaystyle n}. Квазідіскретний характер спектру призводить до стрибків (сходинок для двовимірного електронного газу) в густини станів при значеннях енергії, що відповідають мінімальним енергіям в підзоні {\displaystyle E_{n}}. З іншого боку, при збільшенні товщини плівки при деяких значеннях {\displaystyle L_{n}} змінюється число підзон в межах фермієвської енергії {\displaystyle \varepsilon _{F}}. Поява нових підзон відбувається поблизу точок перетину екстремальної хорди {\displaystyle P_{z}^{extr}} з поверхнею Фермі. Внаслідок цього термодинамічні та кінетичні характеристики осцилюють з періодом {\displaystyle \Delta L=2\pi \hbar /P_{z}^{extr}} . У разі, коли {\displaystyle E_{1}<\varepsilon _{F}<E_{2}}, заповнена лише одна зона розмірного квантування, і електронний газ стає (квазі) двовимірним. Напівпровідникові гетероструктури з двовимірним електронним газом широко використовуються в фізичних дослідженнях і сучасної наноелектроніки 

## Кондактанс квантового контакту
Прикладом прояву КРЕ є розмірне квантування кондактанса (кондактанс - величина, що зворотна електричному опору) квантових контактів (мікрозвужень, тонких дротів і т. п., що з'єднують масивні провідники), діаметр {\displaystyle d} яких набагато менше довжини вільного пробігу носіїв заряду і порівняний з {\displaystyle \lambda _{D}}.
У 1957 році Ландауер показав , що провідність одновимірного дроту, що приєднаний до масивних металевих берегів, не залежить від величини енергії Фермі {\displaystyle \varepsilon _{F}} та при низьких температурах та малих напругах дорівнює кванту кондактанса {\displaystyle G_{0}=2e^{2}/h}, де {\displaystyle e} - заряд електрона, {\displaystyle h} - постійна Планка. Якщо діаметр дроту порівнюється з {\displaystyle \lambda _{D}\lesssim d}, енергетичний спектр всередині нього дискретний внаслідок КРЕ, і існує кінцеве число квантових рівнів {\displaystyle N}, з енергіями {\displaystyle E_{n}<\varepsilon _{F}} ( {\displaystyle n\leqslant N} ). Кондактанс {\displaystyle G} при нулі температур визначається числом {\displaystyle N} (або, як часто говорять, числом квантових мод, що проводять). Кожна з мод дає внесок у {\displaystyle G}, рівний {\displaystyle G_{0}}, так що повний кондактанс дорівнює {\displaystyle G=NG_{0}} . При фіксованому {\displaystyle N} величина {\displaystyle G} не залежить від діаметра дроту. Енергії {\displaystyle E_{n}} зменшуються зі збільшенням діаметра {\displaystyle d}. З ростом {\displaystyle d} в якийсь момент нова квантова мода стає дозволеної (перетинає рівень Фермі), дає внесок в провідність, а кондактанс стрибком збільшується на величину {\displaystyle G_{0}}.
Ефект квантування кондактанса (східчаста залежність {\displaystyle G(d)} з кроком, рівним одному кванту {\displaystyle G_{0}}) був виявлений у звуженнях, створених на основі двовимірного електронного газу в GaAs-AlGaAs гетероструктурах . Строго кажучи, квантування рівнів енергії виникає лише в межах нескінченно довгого каналу, в той час, як квантування кондактанса експериментально спостерігається у звуженнях, діаметр яких істотно збільшується при віддаленні від їх центру. Цей ефект був пояснений в роботах , в яких було показано, що якщо форма 2D контакту адіабатично плавно змінюється в масштабі {\displaystyle \lambda _{D}}, то його кондактанс квантується, а положення сходинок на залежності {\displaystyle G(d_{min})} визначається мінімальним діаметром звуження {\displaystyle d_{min}}.
Ефект квантування кондактанса спостерігається і в тривимірних металевих контактах, що створюються за допомогою скануючого тунельного мікроскопа і методом «розломних контактів» (break-junction) . Теоретичні дослідження показали, що якщо контакт має циліндричну симетрію, то внаслідок виродження рівнів енергії по орбітальному квантовому числу, поряд зі сходами {\displaystyle G_{0}} повинні виникати сходени {\displaystyle 3G_{0}}, {\displaystyle 5G_{0}} ... .

## Квантовий розмірний ефект в гетероструктурах
Прикладом системи, в якій проявляється квантово-розмірний ефект, може служити подвійна гетероструктура AlGaAs / GaAs / AlGaAs з двовимірним електронним газом, де електрони перебувають в шарі GaAs, що обмежений високими потенційними бар'єрами AlGaAs, тобто для електронів формується потенційна яма малого розміру (зазвичай близько 10 нм) і виникають дискретні рівні, які відповідають руху електронів поперек шару GaAs, хоча поздовжній рух залишається вільним. Ці рівні ефективно зрушують зону провідності вгору по енергії. В результаті змінюється ширина забороненої зони GaAs і відповідно відбувається зрушення в синю область краю міжзонного поглинання. Аналогічно, але з великою зміною забороненої зони, квантово-розмірний ефект спостерігається у квантових точках, де електрон обмежений по всіх трьох координатах.